# ヴィクラムとヴェーダ
『ヴィクラムとヴェーダ』（Vikram Vedha）は、2022年のインドのヒンディー語ネオ・ノワールアクションスリラー映画。2017年に『屍鬼二十五話』に着想を得て製作されたタミル語映画『ヴィクラムとヴェーダー』のリメイク作品であり、同作の監督プシュカル&ガーヤトリが続投し、サイーフ・アリー・カーンとリティク・ローシャンが主演を務めたほか、ラーディカー・アープテー、ローヒト・サラーフ、ヨギータ・ビハニが助演キャストとして出演している。2022年9月30日に公開され、演出・カメラワーク・脚本・音楽・キャスト（リティク・ローシャンとサイーフ・アリー・カーン）の演技が高く評価されフィルムフェア賞 アクション賞を受賞したが、興行収入は低調だった。

## ストーリー
ラクナウの警察官ヴィクラム警視は激化するギャングの抗争に対処するため、同期のアッバース警視と共に偽装襲撃作戦を専門とする特殊任務部隊の一員として活動していた。ある日、標的のギャングであるヴェーダの一味を襲撃したヴィクラムたちは、武器を所持していない男を射殺してしまい、ヴィクラムはその男の遺体に銃を持たせて射殺を正当化する。その後、ヴィクラムたちはヴェーダの潜伏先を突き止めて摘発に向かおうとするが、警察署にヴェーダが現れ自首してくる。尋問を始めるヴィクラムに対し、ヴェーダは自分の生い立ちを語り始める。
ギャングのパラシュラーム一味の中で頭角を現していたヴェーダは、弟のシャタクを犯罪の世界から遠ざけ真っ当な職業に就かせようと考えていたが、シャタクは幼馴染のチャンダーと共に麻薬の売人バブルーから麻薬の運搬を強要されてしまう。警察に捕まったシャタクはバブルーに強要されたことを自白して解放されるが、それを知ったボスのシヴ・プラサードは部下のバブルーに命じてシャタクに制裁を加える。物語を語り終えたヴェーダは「バブルーとシヴ・プラサード、どちらを殺すべきか」とヴィクラムに問いかけ、ヴィクラムは「実行者ではなく命令者を殺すべきだ」と返答すると、ヴェーダは返答に満足し、自分がシヴ・プラサードを殺したことを示唆する。その途中、ヴィクラムの妻でヴェーダの弁護士でもあるプリヤーが警察署を訪れ、ヴェーダを保釈させたことで、ヴィクラムは憤慨する。帰宅後、ヴィクラムは以前殺した非武装の男がシャタクだったことに気付き、尋問中に作戦の指揮官がアッバースであることをヴェーダに告げてしまったことを思い出す。彼はチャンダーのいる廃工場に向かったアッバースの後を追ったが、工場内でアッバースとチャンダーの射殺体を発見する。ヴィクラムと上司のスレーンダル警視監はヴェーダの殺害を計画し、彼と接触しようとするプリヤーを尾行するが失敗してしまう。捜査の末にヴェーダの潜伏先を突き止めたヴィクラムはヴェーダを殺そうとするが、騒ぎを聞いた群衆が集まってきたため、彼はヴェーダを人気のない場所に連れ出して殺そうとするが、そこでヴェーダは新たな物語を聞かせる。
成長したシャタクは株式投資を通じて資金洗浄することをヴェーダに提案し、話を聞いたヴェーダはパラシュラームから1000万ルピーの投資を認めさせる。しかし、資金を預けたチャンダーが誘拐され、資金も盗まれたことでヴェーダは信用を失ってしまう。その後、誘拐は資金を盗むためにチャンダーが仕組んだ自作自演だったことが判明し、彼女は自分の夢をかなえるために資金を盗んだものの、愛していたシャタクと離れることに耐えられずに戻ってくる。ヴェーダは資金をパラシュラームに返すが、面目を潰されたパラシュラームはチャンダーを殺すように彼に命令する。物語を語り終えたヴェーダは「パラシュラーム、シャタクとチャンダー、どちらの味方になるべきか」とヴィクラムに問いかけ、ヴィクラムはシャタクを助けるべきだと返答する。ヴェーダは返答に満足し、アッバースの死について調べるようにほのめかして逃亡する。ヴィクラムはシャタクがいたアジトの場所を通報した情報提供者に話を聞こうとするが、自宅で情報提供者の遺体を発見し、彼を殺した男を見つけ出すが、その男はヴェーダの話に登場したムンバイ・ギャングだった。ヴィクラムはムンバイ・ギャングの男に殺されそうになるが、彼は駆けつけた新人警官のディーパクによって射殺される。その後、ムンバイ・ギャングの男の自宅から麻薬を発見したヴィクラムは、シャタクが殺されるように仕組んだ黒幕がヴェーダのパートナーになっていたバブルーだと断定して彼に事実を伝え、ヴェーダはバブルーを廃工場に連れ出す。廃工場に駆けつけたヴィクラムの目の前でバブルーはヴェーダに殺され、アッバース殺害の真相を聞き出せなかったヴィクラムは激怒する。ヴィクラムがヴェーダに掴みかかる中、ヴェーダは彼に最後の物語を聞かせる。
パラシュラームと決別したヴェーダは、シャタクとチャンダーをムンバイに避難させ、ラクナウでパラシュラームとの抗争に突入する。抗争の激化に伴い警察は特殊任務部隊を結成してヴェーダ一味の排除に乗り出したため、ヴェーダは仲間のサンギと共にラクナウを脱出することを決めるが、追手に発見されてしまう。サンギの機転でヴェーダは難を逃れたものの、サンギは追跡してきたアッバースに殺害される。アッバースの前に現れたバブルーは彼に報酬を与え、ヴェーダを殺すように命令する。アッバースの息子は大病を患い、多額の治療費が必要な状態だった。物語を語り終えたヴェーダは「アッバースが息子を救うために不正に手を染めたのは正しかったのか」とヴィクラムに問いかけ、ヴィクラムは返答できずにいた。ヴェーダが立ち去った後、スレーンダルが特殊任務部隊を引き連れて廃工場に到着するが、ヴィクラムはスレーンダルを含めた特殊任務部隊の全員がバブルーから金を受け取っていたことに気付く。スレーンダルはチャンダーを誘拐してシャタクを誘い出し、それによってヴェーダも誘き出そうとしていたが、それに反対してチャンダーを解放したアッバースを彼女もろとも殺害していたのだった。彼は部下たちにヴィクラムを殺すように命じるが、そこにヴェーダが現れてヴィクラムを助け出す。ヴィクラムとヴェーダは共闘して特殊任務部隊を撃退し、ヴィクラムはスレーンダルを射殺する。事件を解決したヴィクラムは「命を救ってくれたお前を見逃すべきか、それとも犯罪者として殺すべきか」とヴェーダに問いかけ、互いに銃を向け合う姿が描かれて物語は幕を閉じる。

## キャスト
- ヴィクラム警視 - サイーフ・アリー・カーン
- ヴェーダ・ベータール - リティク・ローシャン
- プリヤー - ラーディカー・アープテー
- シャタク・ベータール - ローヒト・サラーフ（英語版）
  - 幼少期のシャタク - イシャーン・トリパーティー
- チャンダー - ヨギータ・ビハニ（英語版）
  - 幼少期のチャンダー - ドラシュティ・バーヌシャリ
- バブルー - シャーリブ・ハーシュミー（英語版）
- アッバース・アリー警視 - サティヤディープ・ミシュラー（英語版）
- スレーンダル警視監 - スダーンヴァ・デシュパンデ
- パラシュラーム・パーンデー - ゴーヴィンド・パーンデー
- ドゥベー巡査 - マヌージ・シャルマー
- ギリ警部補 - ブーペンダル・ネーギ
- プラバーカル警部 - デーヴ・チャウハン
- ヤシュワント巡査部長 - カピル・シャルマー
- ランジャン警部補 - ヴィジャイ・サナプ
- アンサーリ警部補 - サウラブ・シャルマー
- シヴ・プラサード - ラーティ・シャンカル・トリパーティー
- ラヴィ - ブーシャン・ヴィカース
- サンギ - サヒドゥル・ラフマーン
- ミティレーシュ・ティワーリー議員 - ドゥルガープラサード・マハーパトラ
- ムニ - アマルジート・シン
- サミラ - プリヤー・シュクラ
- ムンナ - ヴァルン・パーンデー
- ソーヘイル・アリー - サムラート・ヤドゥヴァンシ
- ディリープ - チェタン・クシャワーラー
- カル - サクシャーム・シュクラ
- ガジュ - ヴィジャイ・シュリーヴァースタヴァ
- シュクラ主席弁護士 - ミリンド・ジョーシー
- パリハール - バーラト・バティア

## 製作

### 企画

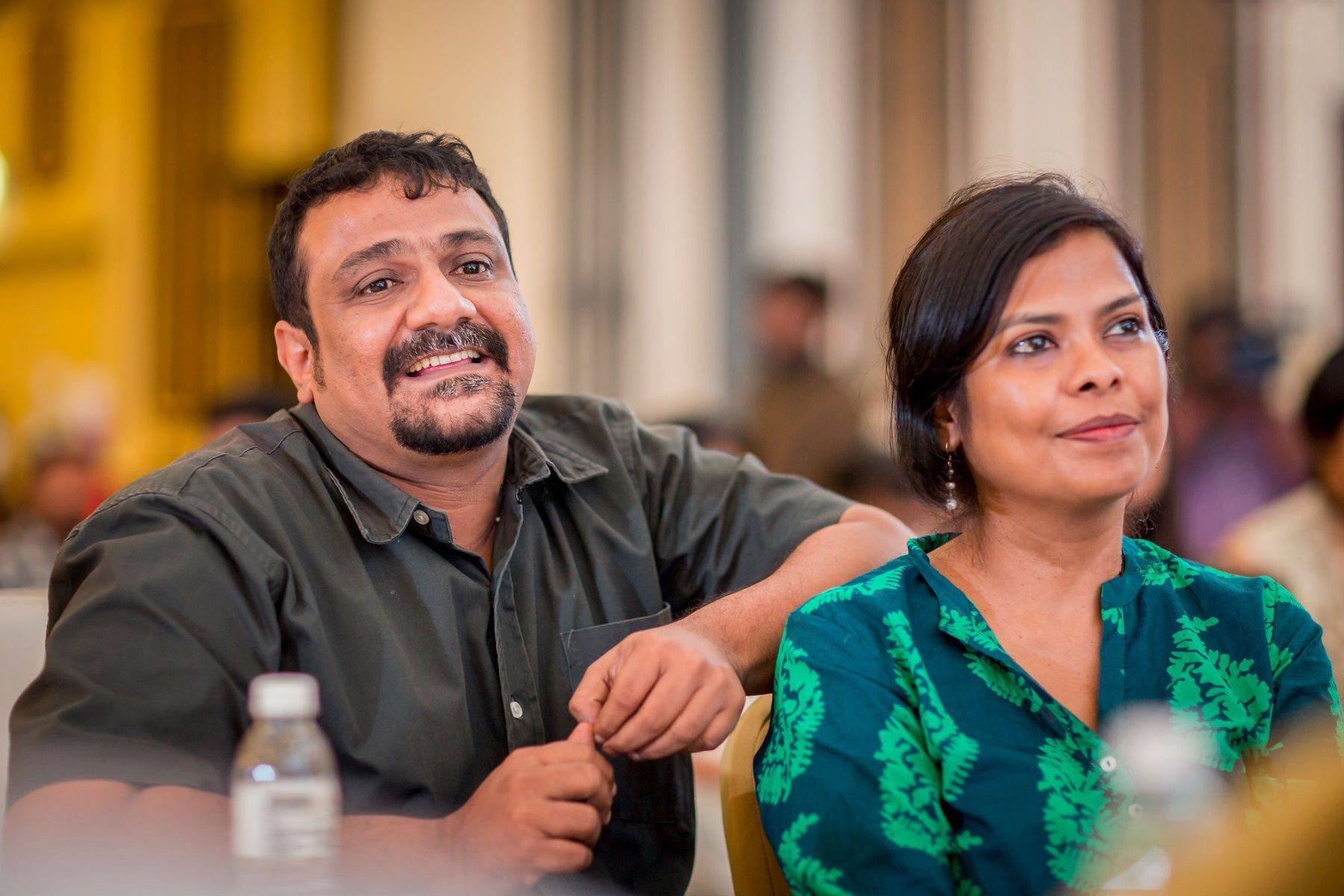
プシュカル&ガーヤトリ

2018年3月、プシュカル&ガーヤトリは2017年に製作した『ヴィクラムとヴェーダー』のヒンディー語リメイク作品で引き続き監督を務めることが発表され、製作も引き続きYNOTスタジオが手掛けることも明かされた。同時にフライデー・フィルムワークス、T-Series、リライアンス・エンターテインメントが製作に加わり、ニーラジ・パーンデーがクリエイティブ・プロデューサーを務めることも発表された。リメイクに際し、プシュカル&ガーヤトリはオリジナル版と同様の「硬派な雰囲気」を維持した作品にする考えを示していた。また、ニーラジ・パーンデーはオリジナル作品を手掛けることを好み、リメイク作品への参加には消極的だったが、この企画のコンセプトが『屍鬼二十五話』のヴィクラマーディティヤとヴェーターラに似ており、これまでのヒンディー語映画では題材とされていなかったことから興味を抱き、企画に参加したという。

### キャスティング
初期段階ではシャー・ルク・カーンに出演を依頼していたものの辞退され、2019年8月にサイーフ・アリー・カーンがヴィクラム警視役、アーミル・カーンがギャングのヴェーダ役で出演することが発表された。サイーフ・アリー・カーンはヴィクラム警視役を『聖なるゲーム』で演じたサルタージ・シン警部役を比較して「自殺願望があり、絶えず周囲から虐げられていたサルタージと異なり、活動的で自信に満ちており、なにより強いキャラクターだ」と語っている。プシュカル&ガーヤトリによると、ヴィクラム警視役には『ヴィクラムとヴェーダー』に引き続きR・マーダヴァンを起用するつもりだったが、『Rocketry: The Nambi Effect』の撮影スケジュールと重なっていたため、出演は実現しなかったという。
その後、COVID-19パンデミックに伴う製作の遅れや脚本の修正作業が行われ、2020年12月にアーミル・カーンが降板し、新たにリティク・ローシャンがヴェーダ役に起用された。『ヴィクラムとヴェーダ』のヴェーダはカーンプル出身の設定のため、リティク・ローシャンは役作りのためにアワディー訛りを学んでいる。サイーフ・アリー・カーンとリティク・ローシャンが共演するのは、2002年公開の『Na Tum Jaano Na Hum』以来となる。2021年7月にラーディカー・アープテーがヴィクラムの妻役に起用され、8月にはローヒト・サラーフがヴェーダの弟役に起用された。また、11月までにシャーリブ・ハーシュミーがバブルー役に起用され、2022年3月にはヨギータ・ビハニがチャンダー役に起用された。

### 撮影
主要撮影は2021年2月から開始する予定だったが、ヴェーダ役がアーミル・カーンからリティク・ローシャンに変更されたことで開始時期が2021年6月に延期され、その後10月15日からアラブ首長国連邦のアブダビ市で第1スケジュールの撮影が始まった。撮影では『タイガー 甦る伝説のスパイ』の撮影セットの一部を再利用してラクナウとカーンプルのシーンを撮影している。これについてメディアは「リティク・ローシャンがラクナウでの撮影を拒否し、アブダビ市でラクナウの撮影セットを作らせたことで製作費が超過した」と報道しているが、製作会社のリライアンス・エンターテインメントはアラブ首長国連邦を撮影地に選んだ理由として「大規模な撮影チームを収容できるバイオ＝セキュア・バブルのインフラを擁する唯一の国であり、撮影直前にスタジオ内に撮影セットを作ることも可能な場所」であることを挙げたほか、「キャストの健康・契約上の懸念」も理由に挙げており、同時に「撮影地や製作費については、俳優がコントロールできる余地はない」とコメントし、メディアの主張を否定している。同地では27日間かけて撮影が行われ、12月初旬からはラクナウで第2スケジュールの撮影が行われ、同月末までにサイーフ・アリー・カーンの出演シーンの撮影が終了した。ラーディカー・アープテーの出演シーンは10日間ほどで撮影され、2022年4月26日までに彼女の撮影は終了した。その後、6月10日までに全日程の撮影が終了している。

### 音楽
挿入曲の作曲はヴィシャール＝シェーカルとサム・C・Sが手掛けており、このうちサム・C・Sはオリジナル版の『ヴィクラムとヴェーダー』の作曲を手掛けている。2022年9月17日にファーストシングル「Alcoholia」、同月26日にはセカンドシングル「Bande」がリリースされ、この2曲のアレンジとプロデュースはメグディープ・ボースが手掛けた。
| #         | タイトル       | 作詞                     | 作曲・編曲               | 歌手                                                         | 時間 |
| --------- | -------------- | ------------------------ | ------------------------ | ------------------------------------------------------------ | ---- |
| 1.        | 「Alcoholia」  | マノージュ・ムンタシール | ヴィシャール＝シェーカル | スニグダジット・ボウミック、アナンニャー・チャクラボルティー | 3:51 |
| 2.        | 「Bande」      | マノージュ・ムンタシール | サム・C・S               | シヴァム                                                     | 3:13 |
| 3.        | 「Oo Saahiba」 | マノージュ・ムンタシール | ヴィシャール＝シェーカル | シェーカル・ラヴジアーニー                                   | 3:54 |
| 4.        | 「Yaara」      | マノージュ・ムンタシール | サム・C・S               | アルマーン・マリク                                           | 3:52 |
| 合計時間: | 合計時間:      | 合計時間:                | 合計時間:                | 14:50                                                        |      |

## 公開
2022年8月24日に劇場予告編が公開され、YouTubeでは24時間以内に100万以上の「いいね!」がつき、『WAR ウォー!!』の記録を抜いて最も「いいね!」がついたヒンディー語映画の予告編動画となった。『ヴィクラムとヴェーダ』はナヴラトリ、ガンディー生誕記念日、ヴィジャヤダシャーニーの時期に合わせて9月30日に公開され、リライアンス・エンターテインメントは公開に先立ちマドラス高等裁判所に著作権保護を要請している。これに基づき、マドラス高等裁判所は海賊版を違法に配信していると認定した1万3000以上のウェブサイトに運営停止命令を出している。2023年5月12日からはジオシネマでヒンディー語吹替版・ベンガル語吹替版・マラーティー語吹替版が配信された。

## 評価

### 興行収入
2022年11月9日時点の興行収入は13億5030万ルピーを記録しており、このうち国内興行収入は7億9000万ルピーとなっている。興行成績が低調だったことについて、『ファーストポスト』のガネーシュ・アーグレーヴは「観客がオリジナル版の『ヴィクラムとヴェーダー』をヒンディー語字幕版やヒンディー語吹替版ですでに鑑賞しているためではないか」と指摘し、『ズーム』のクスミカ・ダースは「『PS1 黄金の河』と競合したため」と指摘している。

### 批評
『ヴィクラムとヴェーダ』は批評家と観客から好意的な評価を得ており、『Rotten Tomatoes』では18件の批評が寄せられ支持率78%、平均評価6.7/10となっている。『ボリウッド・ハンガマ』は4/5の星を与えて「『ヴィクラムとヴェーダ』は力強い脚本、予測不可能な瞬間、リティク・ローシャンとサイーフ・アリー・カーンの素晴らしい演技、感情を揺さぶられる背景音楽によって成功を収めた大衆映画である」と批評し、『タイムズ・ナウ』のサンチタ・ジュンジュンワーラーも4/5の星を与えて「この映画には盛り上がるストーリー、製作者が作り出した舞台、そして多くのキャラクターなど感情を高ぶらせるものが豊富に用意されている。この映画の素晴らしい点は度肝を抜くようなシーンがいくつも存在することであり、同時に監督ペアの活躍も大きく寄与している」と批評している。『インディア・トゥデイ』のトゥシャール・ジョーシーは3.5/5の星を与えて「『ヴィクラムとヴェーダ』は堂々たる重厚な作品だ。さらにリティクとサイーフという2人の盤石なキャストの共演も楽しませてくれる」と批評し、『ザ・タイムズ・オブ・インディア』のラーチャナ・ドゥベーも3.5/5の星を与えて「リティクは脅威的で無慈悲、そして非常に感情的な部分があるキャラクターだ。プシュカル&ガーヤトリはオリジナル版の青写真に忠実な作りを心掛けており、ロードマップに大きな変更をかけていないことがプラスに働いている」と批評している。『ニュース18』のディシュヤ・シャルマーは3.5/5の星を与えて「『ヴィクラムとヴェーダ』は単館系として楽しむタイプの重厚な作品です。是非ともプシュカル&ガーヤトリが作り上げた世界に乗り込み、ヴィクラムとヴェーダというネコとネズミの追いかけっこに加わることをお勧めします」と批評し、『DNAインディア』のムグダー・カプールも3.5/5の星を与えて「リティク・ローシャンとサイーフ・アリー・カーンの2人は、演技の安定した俳優だけがスクリーン上で見せる安らぎを醸し出してくれている」と批評した。また、『フィルムフェア』のデーヴェーシュ・シャルマーは3.5/5の星を与えて「この映画の見どころは様式化されたアクションシーンにある。リティクが見せるパルクールのシーンは、想像力を膨らませてくれる最高のアクション振り付けになっている。さらにサイーフ・アリー・カーンとリティク・ローシャンという2人の手堅い演技も見ものだ」と批評している。
『Rediff.com』のスカンニャー・ヴェルマは3.5/5の星を与えて「脚本とスーパースターによる完璧なタンデムだ。これ以上のものは必要ない」と批評し、『ジー・ニュース』のリティカー・ハンドゥーも3.5/5の星を与えて「大衆エンターテイナーである『ヴィクラムとヴェーダ』は、子気味よいカメラワークなどに代表される堅実なテクニックを見せてくれた。映画では善と悪の境界線が曖昧になっていくが、その中で撮影監督のP・S・ヴィノードは主人公の鼓動をフレームに捉えながら、カーンプルとラクナウの要素を効果的に引き出している」と批評している。『ザ・クイント』のストゥティー・ゴーシュは3.5/5の星を与えて「リティクとサイーフは本当に心から楽しんでいるように感じられる。彼らの自信に満ちた存在感によって、テンポの悪さや物語の引き延ばしがあっても私たちを夢中にさせてくれる」と批評し、『ABPニュース』のマーパラ・カビールも3.5/5の星を与えて「『ヴィクラムとヴェーダ』はアクション、ドラマ、そして示唆に富む内省を適度に盛り込んだ完璧なマサラ・エンターテインメントだ。エネルギッシュなアクションを披露するリティク・ローシャンとサイーフ・アリー・カーンを大スクリーンで久し振りに見ることができるのはとても喜ばしい。この映画は最も魅力的な2人の俳優の迫力満点の演技満ちあふれている」と批評している。さらに、『マッシャブル』のサンユクタ・タークレも3.5/5の星を与えて「『ヴィクラムとヴェーダ』は映像、ストーリー、演技の奇跡のバランスを構成しており、今週の注目作になっていることは間違いない」と批評している。
『レーレン』のバーラティ・プラダーンは3.5/5の星を与えて「この映画は二つの勝利を手にした。一つはサイーフとリティクによる迫真の演技であり、もう一つは監督夫妻による素晴らしい映像とアクション、そして背景音楽が織りなすユニークで重層的なスタイルである」と批評し、『アウトルック』のプラティーク・スールも3.5/5の星を与えて「彼らは猿真似ではなく、オリジナルに忠実であること、そしてエンターテインメント性を最優先した。長過ぎる上映時間や歌曲シーンの振り付けに少々欠点があるものの、それを除けば堅実な作りの映画だ」と批評している。『インディアン・エクスプレス』のシューブラ・グプタは3/5の星を与えて「久し振りの共演を果たしたリティク・ローシャンとサイーフ・アリー・カーンという一流スターが、眼前に提供された本格派な物語に熱中している」と批評し、『ヒンドゥスタン・タイムズ』のアビマニュ・マトゥールは「『ヴィクラムとヴェーダ』はスリラー映画としても、マサラ・アクション映画としても上手くできている。満員の劇場では口笛や拍手も所々で見かけ、楽しめるものだった」と批評している。ニューデリー・テレビジョンのサイバル・チャテルジーは3/5の星を与えて「サイーフ・アリー・カーンはヴィクラムをより素晴らしい形で描写しており、リティク・ローシャンはスターとしての魅力とスクリーン上の存在感を発揮している」と批評し、『デカン・ヘラルド』のR・クリシュナクマールも3/5の星を与えて「『ヴィクラムとヴェーダ』はリスクの少ない無難なリメイク作品という評価を乗り越えるためには、もっと狂気を想起させる何かが必要だった」と批評している。また、『ファーストポスト』のアンナ・M・M・ヴェティカドは2.5/5の星を与えて「ヒンディー語版『ヴィクラムとヴェーダ』はタミル語オリジナル版の魅力をそのまま残しているが、細かい部分で変更が加えられており、この変更点を見ることで製作チームが北インドの観客をどのように思っているかが垣間見れるのが実に興味深い……このリメイク作品に真新しい要素はほとんど存在しないため、この映画を観客が楽しめるかどうかは、2017年のオリジナル版を観賞したか否かに大きく左右されるでしょう」と批評し、『ガルフ・ニュース』のマンジュシャ・ラーダクリシュナンは3.5/5の星を与えて「冷酷な警察官と犯罪者の心理戦が繰り返されるが、その直後には大変優れたアクションシーンが展開され気持ちが盛り上がる。スローモーションやドラマティックなヒーローの登場シーンが目白押しであり、それこそがこの映画の一番の魅力となっている」と批評している。

### 受賞・ノミネート
| 映画賞                           | 授賞日           | 部門           | 対象                                         | 結果       | 出典          |
| -------------------------------- | ---------------- | -------------- | -------------------------------------------- | ---------- | ------------- |
| ジー・シネ・アワード             | 2023年2月26日    | 主演男優賞     | リティク・ローシャン                         | ノミネート | [ 72 ]        |
| 第68回フィルムフェア賞           | 2023年4月27日    | 主演男優賞     | リティク・ローシャン                         | ノミネート | [ 73 ] [ 74 ] |
| 第68回フィルムフェア賞           | 2023年4月27日    | 台詞賞         | - マノージュ・ムンタシール - B・A・ファイダ  | ノミネート | [ 73 ] [ 74 ] |
| 第68回フィルムフェア賞           | 2023年4月27日    | 作曲賞         | サム・C・S                                   | ノミネート | [ 73 ] [ 74 ] |
| 第68回フィルムフェア賞           | 2023年4月27日    | 撮影賞         | P・S・ヴィノード                             | ノミネート | [ 73 ] [ 74 ] |
| 第68回フィルムフェア賞           | 2023年4月27日    | 美術賞         | ドゥルガープラサード・マハーパトラ           | ノミネート | [ 73 ] [ 74 ] |
| 第68回フィルムフェア賞           | 2023年4月27日    | 音響デザイン賞 | レスリー・フェルナンデス                     | ノミネート | [ 73 ] [ 74 ] |
| 第68回フィルムフェア賞           | 2023年4月27日    | 振付賞         | - ガネーシュ・ヘグデ - 「Alcoholia」         | ノミネート | [ 73 ] [ 74 ] |
| 第68回フィルムフェア賞           | 2023年4月27日    | アクション賞   | パルヴェーズ・シャーイフ                     | 受賞       | [ 73 ] [ 74 ] |
| 第23回国際インド映画アカデミー賞 | 2023年5月26-27日 | 作品賞         | 『ヴィクラムとヴェーダ』                     | ノミネート | [ 75 ] [ 76 ] |
| 第23回国際インド映画アカデミー賞 | 2023年5月26-27日 | 主演男優賞     | リティク・ローシャン                         | 受賞       | [ 75 ] [ 76 ] |
| 第23回国際インド映画アカデミー賞 | 2023年5月26-27日 | 脚色賞         | - プシュカル&ガーヤトリ - B・A・ファイダ     | ノミネート | [ 75 ] [ 76 ] |
| ミルチ音楽賞                     | 2023年11月4日    | 有望男性歌手賞 | - スニグダジット・ボウミック - 「Alcoholia」 | ノミネート |               |